# 安普
安普是法国滨海夏朗德省的一个市镇，属于圣让当热利区（Saint-Jean-d'Angély）马塔县（Matha）。该市镇总面积18.47平方公里，2009年时的人口为464人。

## 人口
安普（Haimps）人口变化图示